# Mártires de Douai
Os Mártires de Douai é um nome aplicado pela Igreja Católica Romana a 158 padres católicos treinados no Colégio Inglês de Douai, na França, que foram executados pelo estado inglês entre 1577 e 1680.

## História
Tendo completado seu treinamento em Douai, muitos retornaram à Inglaterra e ao País de Gales com a intenção de ministrar à população católica. Sob os jesuítas, etc. Ato 1584, a presença de um padre dentro do reino era considerada alta traição. Os missionários de Douai eram vistos como agentes papais com a intenção de derrubar a rainha. Muitos foram presos sob acusação de traição e conspiração, resultando em tortura e execução. No total, 158 membros do Douai College foram martirizados entre os anos de 1577 e 1680. O primeiro foi Cuthbert Mayne, executado em Launceston, na Cornualha. O último foi Thomas Thwing, enforcado, sacado e esquartejado em York em outubro de 1680. Cada vez que as notícias de outra execução chegavam ao Colégio, uma solene missa de ação de graças era cantada.
Muitas pessoas arriscaram suas vidas durante esse período, ajudando-as, o que também era proibido pela lei. Vários "padres do seminário" de Douai foram executados em uma forca de três lados em Tyburn, perto do atual Marble Arch. Uma placa para os "mártires católicos" executada em Tyburn no período de 1535 a 1681 está localizada no 8 Hyde Park Place, o local do convento de Tyburn.

Oitenta foram beatificados pelo papa Pio XI em 1929. Hoje, as dioceses católicas britânicas comemoram seu dia de festa no dia 29 de outubro.
| - Bl Alexander Crow - Bl Anthony Middleton - Bl Antony Page - Bl Christopher Bales - Bl Christopher Buxton - Bl Christopher Robinson - Bl Christopher Wharton - Bl Edmund Catherick - Bl Edmund Duke - Bl Edmund Sykes - Bl Edward Bamber - Bl Edward Burden - Bl Edward James - Bl Edward Jones - Bl Edward Osbaldeston - Bl Edward Stransham - Bl Edward Thwing - Bl Edward Waterson - Bl Everald Hanse - Bl Francis Ingleby - Bl Francis Page - Bl George Beesley - Bl George Gervase - Bl George Haydock - Bl George Napper - Bl George Nichols - Bl Henry Heath - Bl Hugh Green - Bl Hugh More - Bl Hugh Taylor - Bl James Claxton - Bl James Fenn - Bl James Thompson - Bl John Adams - Bl John Amias - Bl John Bodey - Bl John Cornelius - Bl John Duckett - Bl John Hambley - Bl John Hogg | - Bl John Ingram - Bl John Lockwood - Bl John Lowe - Bl John Munden - Bl John Nelson - Bl John Nutter - Bl John Pibush - Bl John Robinson - Bl John Sandys - Bl John Shert - Bl John Slade - Bl John Sugar - Bl John Thules - Bl Joseph Lambton - Bl Lawrence Richardson - Bl Mark Barkworth - Bl Matthew Flathers - Bl Montfort Scott - Bl Nicholas Garlick - Bl Nicholas Postgate - Bl Nicholas Woodfen - Bl Peter Snow - Bl Ralph Crockett - Bl Richard Hill - Bl Richard Holiday - Bl Richard Kirkman - Bl Richard Newport - Bl Richard Sergeant - Bl Richard Simpson - Bl Richard Thirkeld - Bl Richard Yaxley - Bl Robert Anderton - Bl Robert Dalby - Bl Robert Dibdale - Bl Robert Drury - Bl Robert Johnson - Bl Robert Ludlam - Bl Robert Nutter - Bl Robert Sutton - Bl Robert Thorpe - Bl Robert Wilcox | - Bl Roger Cadwallador - Bl Roger Filcock - Bl Stephen Rowsham - Bl Thomas Alfield - Bl Thomas Atkinson - Bl Thomas Belson - Bl Thomas Cottam - Bl Thomas Maxfield - Bl Thomas Palaser - Bl Thomas Pilchard - Bl Thomas Pormort - Bl Thomas Reynolds - Bl Thomas Sherwood - Bl Thomas Somers - Bl Thomas Sprott - Bl Thomas Thwing - Bl Thomas Tunstal - Bl Thurstan Hunt - Bl William Andleby - Bl William Davies - Bl William Filby - Bl William Harrington - Bl William Hart - Bl William Hartley - Bl William Lacey - Bl William Marsden - Bl William Patenson - Bl William Southerne - Bl William Spenser - Bl William Thomson - Bl William Ward - Bl William Way - St Alban Bartholomew Roe - St Alexander Briant - St Ambrose Edward Barlow - St Cuthbert Mayne - St Edmund Arrowsmith - St Edmund Campion | - St Edmund Gennings - St Eustace White - St Henry Morse - St Henry Walpole - St John Almond - St John Boste - St John Kemble - St John Payne - St John Southworth - St John Wall - St Luke Kirby - St Ralph Sherwin - St Robert Southwell - Ven Edward Morgan - Ven Thomas Tichborne - Bl Alexander Rawlins - Bl Edward Campion - Francis Dickinson - James Bird - James Harrison - John Finglow - John Goodman - John Hewitt - Matthias Harrison - Miles Gerard - St Polydore Plasden - Richard Horner - Robert Leigh - Robert Morton - Robert Watkinson - Roger Dickinson - Thomas Felton - Thomas Ford - Thomas Hemerford - Thomas Holford - William Dean - William Freeman - William Gunter - Bl William Richardson |

A Escola de Mártires Douay em Ickenham, Middlesex é nomeada em sua homenagem.